# Monte Finestra
Il monte Finestra (conosciuto anche con il nome antico di monte Pertuso) è un monte dell'Antiappennino campano, situato in provincia di Salerno nel comune di Cava de' Tirreni
Alto 1.138 m s.l.m., funge da bordo orientale dei monti Lattari, oltre ad essere una sorta di confine naturale fra i comuni di Cava de' Tirreni e Tramonti.
Il toponimo deriva dalla fessura nella roccia presente sulla cima, visibile particolarmente in inverno ed autunno, quando la vegetazione è meno fitta, anche dal centro della valle metelliana.
Annualmente viene organizzata una gara di salita dal centro urbano fino alla vetta nord (Vertikal Fest), per un dislivello positivo di circa 950m.
Negli anni '50 vi si schiantò un aereo americano e ogni tanto riemergono pezzi dell'aereo.
L'aereo fu visto dalle persone che abitavano sotto la montagna 
come una fiamma nel cielo prima dello schianto.